# الدوري التشيلي لكرة القدم 1957
الدوري التشيلي لكرة القدم 1957 (بالإسبانية: Primera División de Chile 1957)‏ هو الموسم 25 من الدوري التشيلي لكرة القدم. كان عدد الأندية المشاركة فيه 14، وفاز فيه أوداكس إيتاليانو.